# Alessandro Vittoria
Alessandro Vittoria (Trento, 1525 - Venecia, 1608) fue un escultor italiano.
En 1543 se incorporó al taller de Jacopo Sansovino en Venecia.

## Obras

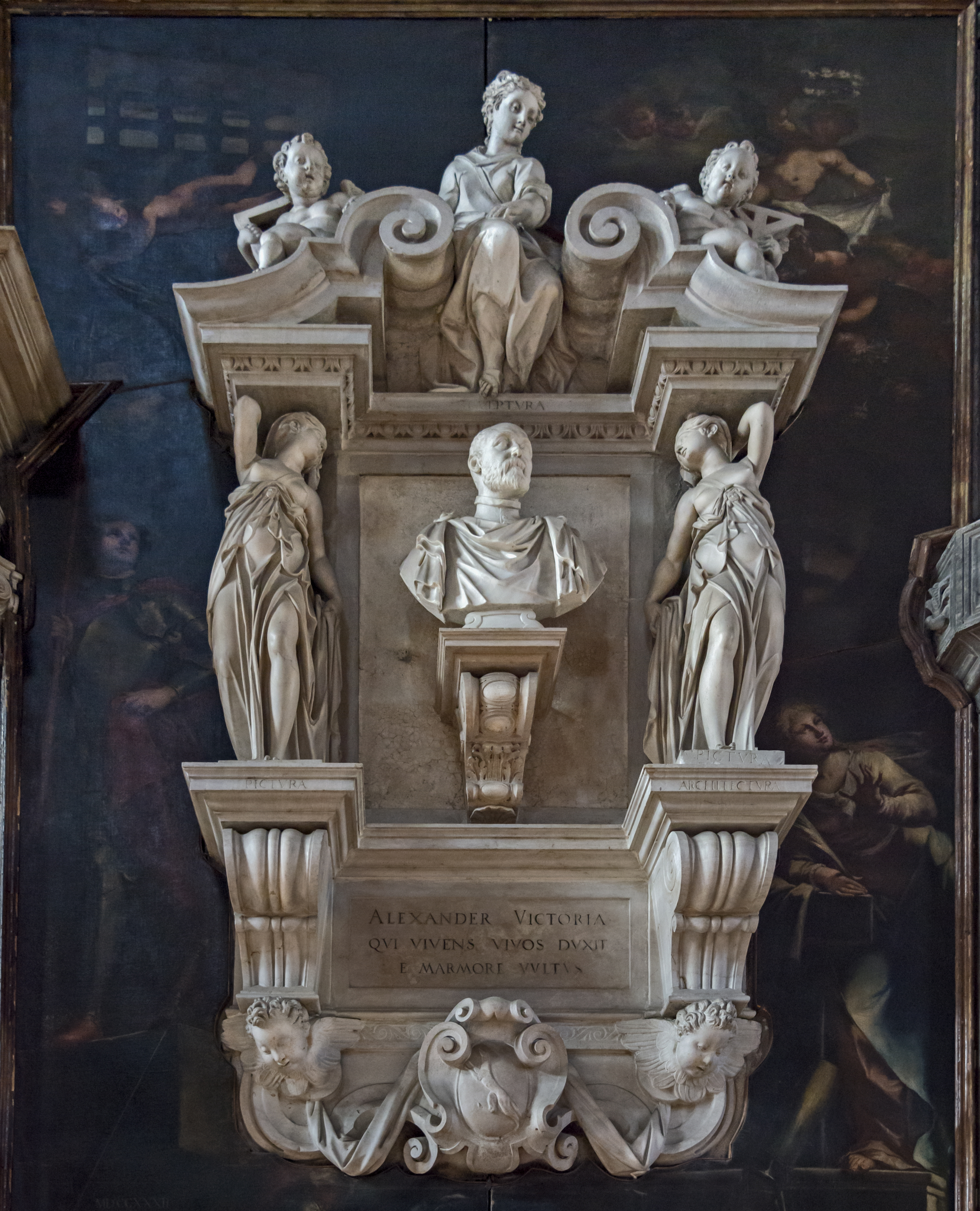
Monumento funerario - San Zacarías

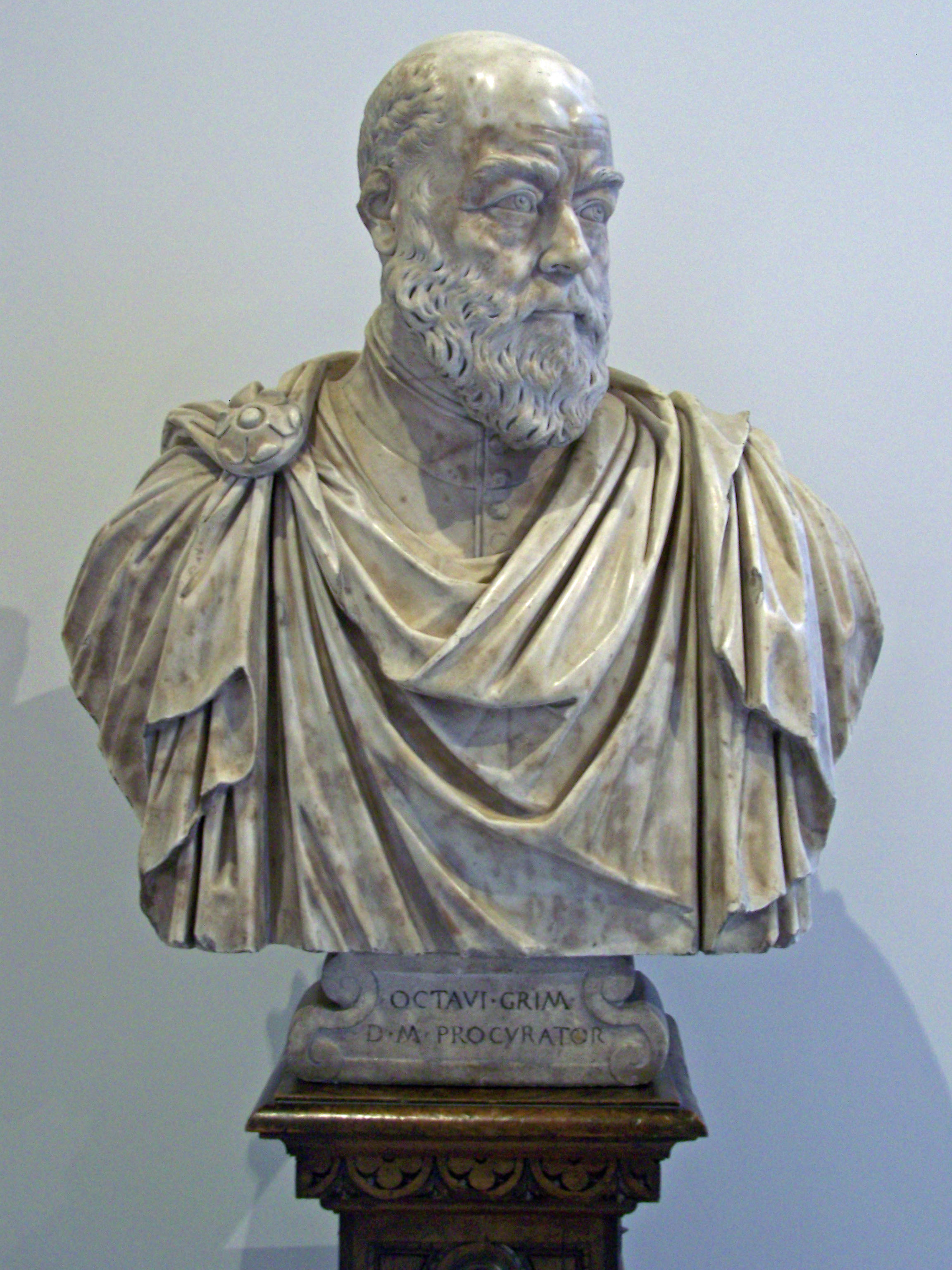
Busto de Ottavio Grimani en el Museo Bode en Berlín.

En 1550 colaboró con su maestro para la ejecución de las esculturas de la Biblioteca Marciana. En 1560 ejecuta el estuco en la Villa Barbaro, en Maser y Villa Giustinian de Portobuffolé con Andrea Palladio y Paolo Veronese.
Entre 1578 y 1579 construyó el monumento fúnebre para el obispo Bollani. Los fragmentos de esta obra se conservan en el Museo Cívico Victoria de Santa Giulia (Brescia).
Entre 1561 y 1562 realiza en mármol las estatuas de San Roque y San Sebastián para el altar de San Francesco della Vigna en Venecia. Ejecuta el San Jerónimo en la Basílica de Santa María dei Frari, que muestran claramente la influencia de la escultura de Miguel Ángel. Realiza para la Basílica de San Giorgio Maggiore también de Venecia cuatro estatuas de los evangelistas colocados en la parte interna sobre la puerta de entrada.
En 1583, ejecuta un relieve en bronce de la Anunciación ahora conservado en el Instituto de Arte de Chicago; también realiza numerosos retratos, casi siempre en bronce o terracota, colocadas en monumentos funerarios o aisladas.